# راندي سافاج
راندي سافاج (بالإنجليزية: Randy Savage)‏ مصارع أمريكي محترف (15 نوفمبر 1952 - 20 مايو 2011).

## بدايته
بدأ مسيرة المصارع راندي حياته في عالم المصارعة في اتحادات ضعيفة وليست قوية ومشهورة مثل باقي الإتحادات العملاقة ولكنه استطاع أن يثبت أنه مصارع محترف من الدرجة الأولى حيث استطاع الفوز ببطولة الفرق الزوجية هو وأخيه لاري حيث ظلوا يهزمون الفرق الواحدة تلو الأخرى بدون أن يجدوا أي منافس حقيقي لهم في اتحاد icw إلى أن بدأت العداوة بينه وبين أخيه وكل منهم أراد الاستقلال بنفسه خاصة أن كل منهما لم يلاقِ منافسا حقيقيا أمامه فأصاب كل واحد منهما الغرور الكبير في نفسه ونشأت بينهم عداوة انتهت لصالح راندي سافاج بفوز كاسح وساحق على أخوه لاري وبعد هذه المباراة زادت شعبية راندي سافاج جدا وبدأ مسئولي wwf ينظروا إليه وأعجبوا به وطلبوا منه التوقيع لهم.

## بدايته مع wwf\wwe
راندي سافاج عندما ذهب إلى اتحاد wwf الشهير والمعروف بدأت نجوميته تبدأ من هذا الاتحاد الذي يمثل له نقطة تحول كبيرة جدا في حياته حيث بدأ سافاج بمصارعة مصارعين ليسوا مشهورين ولا أقوياء واستطاع الانتصار عليهم جميعا دون هزيمة إلى أن جاء اللقاء المنتظر مع المصارع العالمي تيتو سانتانا بطل ما وراء القارات واستطاع راندي سافاج من الانتصار عليه وسحقه في مباراة هي الأعظم في تاريخ راندي سافاج وكانت مديرة أعماله في تلك الفترة الأنسة إليزابيث.
وبعد هذا الانتصار العظيم لراندي سافاج بدأت عداوته القديمة مع جورج ستيل تظهر مرة أخرى الذي بدأت العداوة بإساءة جورج ستيل لإليزابيث وتصارع راندي سافاج معه واستطاع الانتصار عليه وبدأت عداوته مع المصارع The Dragon ولعب المصارعين مباراة على حزام ما وراء القارات وخسر سافاج الحزام بعدما بقي معه لأكثر من سنة.
في هذا الوقت كان هالك هوجان المصارع العظيم أحد أهم مصارعين اتحاد wwf وكان راندي سافاج أحد أهم المصارعين تقربا إلى الجمهور فبينما كان هالك هوجان يتصارع مع أحد المصارعين ظهر له راندي سافاج وضرب هوجان ولكن سرعان ما وقف هوجان مرة أخرى وأخرج سافاج خارج الحلبة ومن هنا بدأت عداوة كبيرة بين هالك هوجان وراندي سافاج ولعبوا ضد بعض 3 مبارايات انتصر هوجان في مباراة واحدة وانتصر سافاج في مبارتين بالغش.
وبعد ذلك تم تكوين فريق بين هالك هوجان وراندي سافاج بعدما ساعد هالك هوجان سافاج في مباراته أمام ديبياسي واستطاع راندي الفوز بمساعدة هالك هوجان في هذه المباره فتكون الفريق بين هالك هوجان وراندي سافاج ولم يستمر هذا الفريق كثيرا فكانوا يصارعون في مباراة أمام فريق الميجا باور وكان راندي سافاج يصارع وسقط من ضربة خارج الحلبة وسقط على مديرة أعماله الانسة إليزابيث وأغمي عليها وترك هوجان المباراة وخرج وحمل الانسة إليزابيث إلى خارج الحلبة وكان سافاج يصارع اثنين بمفرده وهالك هوجان يقف خارجا مع الانسة إليزابيث المغمي عليها وبعد انتهاء المباراة خرج راندي سافاج إلى هالك هوجان وضربه بالحزام على رأسه غيظا مما فعل به هالك هوجان وتقابل الإثنين في مباراة في الراسل مينيا 5 واستطاع هوجان من الانتصار عليه بكل جدارة واخذ اللقب منه.
ساعد راندي سافاج كثيرا في تقدم وشهر اتحاد wwf وكان يطلق علي نفسه ألقابا منها أنه المصارع الأوحد في wwf وأنه المصارع المفتول العضلات والذي لا يوجد مصارع مثله وكان بسبب هذا حدثت مشاكل بينه وبين مديرة أعماله الانسة إليزابيث وانتهى الأمر بتركها له وقضى حياته في المصارعة ودخل في مباريات وعداوات كثيرة وبينما كان راندي سافاج يتصارع مع واريور في راسيلمينيا 7 سقط راندي سافاج على الحلبة ولم يستطع الوقوف وكان من بين الجمهور مديرة أعماله السابقة الانسة إليزابيث التي صعدت إلى الحلبة وساعدت راندي سافاج على الوقوف وكان المشهد مؤثرا جدا فقد عانق كل منهما الآخر وتزوج راندي سافاج من الانسة إليزابيث وقضى شهر العسل بعيدا عن المصارعة.
عاد مرة أخرى راندي سافاج الي عالم المصارعة وكان له عدوات قديمة مع The Snake الذي استطاع الفوز عليه وفي ريسلمينيا 9 لعب مع ريك فلير واستطاع الفوز عليه والحصول على بطولة WWF CHAMPION وبعدها ب5 أشهر ترك راندي سافاج اتحاد wwf بعدما خسر الحزام لأسباب غير معروفة واتجه إلى اتحاد USWA واستطاع الفوز بلقب بطل الوزن الثقيل به.
في مهرجان Slamboree ‘99 بدأ سافاج في عداوة قوية جدا مع المصارع المشهور ديزل (مصارع) كيفن ناش وقد تقرر إقامة مباراة بينهم في Great American Bash ولكنها لم تكتمل حيث تدخل SID وستينغ وجورج (توضيح) فتقرر إعادة المباره في الاحتفال المقبل له وخسر فيها راندي سافاج.
الجميع لن ينسى إخلاص راندي سافج لرياضة المصارعة فقد صارع لمدة لا تقل عن 10 سنين وقد فاز بالعديد من الألقاب وشارك في الكثير من المهرجانات وقد كوّن عداوات كثيرة مع أبرز نجوم المصارعة.

## وصلات خارجية
- راندي سافاج على موقعبيزبول رفرنس.كوم (الدوري الثانوي) (الإنجليزية)
- راندي سافاج على موقع دبليو دبليو إي (الإنجليزية)
- راندي سافاج على موقع WrestlingData.com (الإنجليزية)
- راندي سافاج على موقع CageMatch worker (الإنجليزية)
- راندي سافاج على موقع قاعدة بيانات المصارعة على الإنترنت (الإنجليزية)
- راندي سافاج على موقع عالم المصارعة على الإنترنت (الإنجليزية)
- راندي سافاج على موقع عالم المصارعة على الإنترنت (الإنجليزية)

- Professional Wrestling Hall of Fame Profile
- WWE Alumni Profile
- Randy Savage Profile at Wrestling Valley
- Professional wrestling record for Randy Savage from The Internet Wrestling Database

قالب:Baseballstats
- راندي سافاج على موقع IMDb (الإنجليزية)
- راندي سافاج على موقع ألو سيني (الفرنسية)
- راندي سافاج على موقع ميوزك برينز (الإنجليزية)
- راندي سافاج على موقع أول موفي (الإنجليزية)
- راندي سافاج على موقع قاعدة بيانات الأفلام السويدية (السويدية)
- راندي سافاج على موقع إن إن دي بي (الإنجليزية)
- راندي سافاج على موقع ديسكوغز (الإنجليزية)
- راندي سافاج على موقع قاعدة بيانات الفيلم (الإنجليزية)
- راندي سافاج على موقع ليتربوكسد (الإنجليزية)
- راندي سافاج على موقع كينوبويسك (الروسية)